# 国家先贤祠 (里斯本)

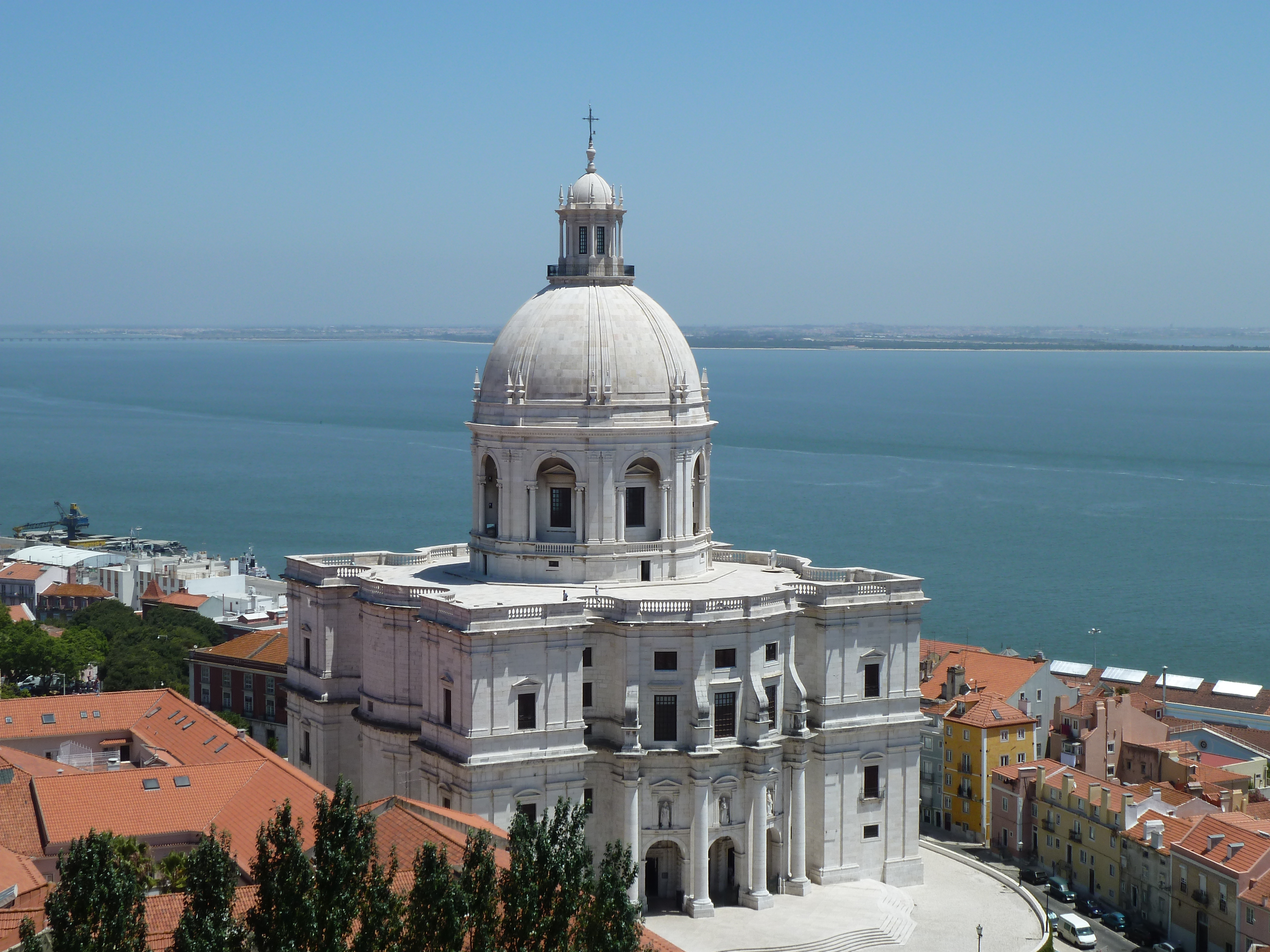

国家先贤祠（葡萄牙語：Panteão Nacional），原为罗马天主教圣恩格拉西亞教堂（葡萄牙語：Igreja de Santa Engrácia），位于葡萄牙首都里斯本阿尔法玛区的圣克拉拉广场，靠近里斯本另一处重要古迹城外圣文生修道院，是一座巴洛克建筑，兴建于17世纪。希腊十字平面，每个角各有一个方塔，圆顶为20世纪所建。

## 历史
圣恩格拉西亞教堂供奉的是一位布拉加的殉道者，圣恩格拉西亞。最早由曼努埃尔一世的女儿玛利亚公主兴建于1568年。1681年老教堂倒塌。1682年开始兴建目前的巴洛克建筑。1712年建筑师João Antunes去世，若昂五世失去了建堂的兴趣，集中资源建造宏伟的馬夫拉宮。该堂直到20世纪才得以建成，因此“圣恩格拉西亞工程”（Obras de Santa Engrácia）在葡萄牙是长期未完成工程的代名词。圆顶完成后，1966年教堂揭幕。

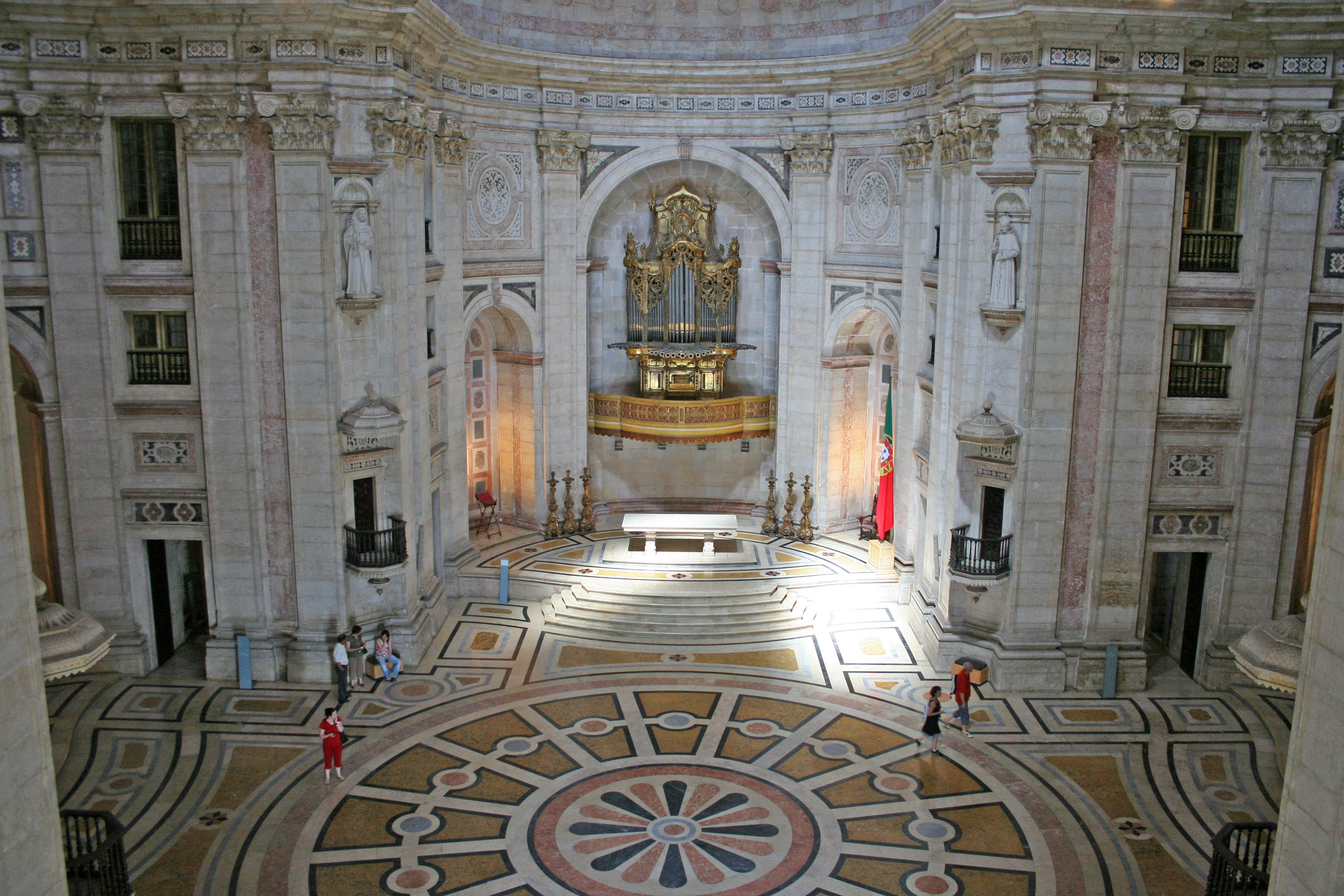
祭台

1966年，在萨拉查统治时期，圣恩格拉西亞教堂被改为国家先贤祠，得以安葬于此的葡萄牙重要人物包括总统安東尼奧·奧斯卡·德·弗拉戈索·卡爾莫納，还有贾梅士、佩德罗·阿尔瓦雷斯·卡布拉尔、阿方索·德·阿尔布克尔克、瓦斯科·達伽馬和恩里克 (航海家)的纪念碑。